# Julio Broto Salamero
Julio Broto Salamero (Barbastro, 27 de mayo de 1928-Barbastro, 14 de noviembre de 2021) fue un sacerdote organista, compositor y musicólogo español.

## Biografía
Nació el 27 de mayo de 1928 en Barbastro, en una familia católica, Tanto él como su hermano, Joaquín Broto Salamero, dedicarían su vida a la Iglesia, haciéndose ambos sacerdotes. Se formó en el Seminario Conciliar de Huesca, para posteriormente estudiar en la Universidad Pontificia de Comillas y en el Seminario Conciliar de Lérida. Fue nombrado sacerdote en 1953. En cuanto a su formación musical, estudió armonía y composición con Taltabull y Pich Santasusana. Realizó las carreras de piano, armonía y composición en el Conservatorio de Zaragoza. Posteriormente estudiaría órgano en el Conservatorio de Pamplona y música sacra en la Escuela Superior de Música de Madrid.
En 1955 ejerció como sacerdote en Laspaúles, Escalona y la iglesia de la Asunción de Barbastro. En 1961 se presentó a las oposiciones para el cargo de organista de la Catedral de Barbastro, que ganó con 25 años. Posteriormente se le nombraría canónigo y delegado del cabildo catedralicio. Permaneció en el cargo hasta su jubilación.
Como responsable de la música en la Catedral fue muy activo en la vida musical de Barbastro. En 1965 fundó la Coral Barbastrense, que ha actuado en España, Francia, Italia, Suiza y Austria. En 1978 fundó la banda municipal y la Escuela de Música, que posteriormente sería municipal y filial del Conservatorio de Música de Zaragoza. También fue profesor de religión en el Instituto de Enseñanza Media de Barbastro y desde 2013 consiliario de la Cofradía del Santísimo Sacramento. Colaboró en las procesiones de Semana Santa en Barbastro, dirigiendo un coro de niñas y acompañando algunos pasos con la banda de música.
Fue académico correspondiente de la Real Academia de Bellas Artes de San Luis de Zaragoza. El ayuntamiento de Barbastro y el semanario El Cruzado Aragonés le homenajearon en 2010 entregándole la Almendra de Oro por su trabajo en la difusión y promoción de la música aragonesa.
Sus cuatro últimos años los pasó en la residencia de ancianos «López Novoa», en Barbastro, falleciendo en la ciudad el 14 de noviembre de 2021.

## Obra
Publicó principalmente música religiosa, sobre todo de órgano, que se caracterizan por el gran dominio de la polifonía clásica, el lirismo romántico, pero aceptando selectivamente influencias de la música contemporánea. Por ejemplo, Tema y variaciones. Atonalia, Capricho sinfónico y Canto espiritual, sobre un texto de San Juan de la Cruz.
Entre sus composiciones merecen destacarse la «música martirial», un proyecto dedicado a los mártires de la Guerra Civil den Barbastro, en el que se cuentan las obras Los mártires claretianos de Barbastro, Pelé, Florentino Asensio y Los benedictinos.
También escribió el Diccionario biográfico musical aragonés (1986).